# Tugimaantee 14
De Tugimaantee 14 is een secundaire weg in Estland. De weg loopt van Kose naar Purila en is 39,1 kilometer lang. 